# ГАЕС Nant-de-Drance
ГАЕС Nant-de-Drance — гідроелектростанція на південному заході Швейцарії. Створюється для покриття підвищеного попиту на акумуляцію електроенергії на основі споруджених раніше водосховищ ГЕС Vallorcine та Châtelard-Barberine.
У XX столітті на східному схилі масиву Haut-Giffre (Савойські Передальпи) облаштували два водосховища:
- На річці Barberine сховище Емоссон об'ємом 227 млн м3, із максимальним рівнем поверхні 1930 метрів НРМ. Його утримує аркова гребля висотою 180 метрів та довжиною 554 метри, а наповнення відбувається переважно за рахунок деривації із ряду приток річки Рона, які течуть на північ (L'Eua Noire, Dranse) та на захід (Арв) з гірських масивів Монблан, Aiguilles Rouges та Haut-Giffre.
- На струмку Nant-de-Drance (притока Barberine) сховище Vieux Emosson об'ємом 13,8 млн м3, із максимальним рівнем поверхні 2225 метрів НРМ. Його утримувала аркова гребля висотою 45 метрів та довжиною 170 метрів, а наповнення відбувалось із лівих приток L'Eua Noire.

Розвиток відновлюваної енергетики та зростання попиту на гідроакумуляцію призвів до появи проєкту ГАЕС Nant-de-Drance, практична реалізація якого почалась у 2008-му, а введення в експлуатацію заплановане на 2019 рік. В його межах греблю верхнього резервуара (Vieux Emosson) наростять до 76,5 метра, при цьому її довжина досягне 205 метрів, а об'єм сховища збільшиться майже вдвічі до 25 млн м3. Вода з нього буде подаватись через вертикальну шахту висотою 425 метрів до підземного машинного залу, який матиме розміри 194 × 32 метри та висоту 52 метри. Враховуючи, що зал розташований дещо нижче від сховища Емоссон, чистий напір при роботі станції коливатиметься від 250 до 395 метрів
Машинний зал обладнають шістьма оборотними турбінами типу Френсіс загальною потужністю 900 МВт, які за проєктом вироблятимуть 2,5 млрд кВт·год електроенергії на рік. Вони забезпечуватимуть ефективність роботи станції на рівні 80 %, що є одним з найкращих показників у світі.
Під час будівельних робіт заплановане прокладання 17 км тунелів та виїмка гірських порід в обсязі 1,7 млн м3, а також використання 430 тис. м3 бетону. Вартість проєкту оцінюється у 1,9 млрд швейцарських франків.
Для зв'язку з енергосистемою країни одна з існуючих ЛЕП напругою 220 кВ буде модернізована до 380 кВ.